# Loretta Lynch
Loretta Elizabeth Lynch, född 21 maj 1959 i Greensboro, North Carolina, är en amerikansk demokratisk politiker. Hon var USA:s justitieminister från 27 april 2015 till 20 januari 2017 under president Barack Obama.
Hon avlade 1984 juristexamen vid Harvard Law School.